# Rudolf Müller (Politiker, 1938)
Rudolf Müller (* 23. Mai 1938 in Stettin; † 19. Juni 2016 in Berlin) war ein deutscher Politiker (CDU).
Müller legte 1957 das Abitur ab und studierte an der Freien Universität Berlin. 1964 schloss er das Studium als Diplom-Kaufmann ab. Ab 1972 arbeitete er als selbständiger Steuerberater.
Schon während des Studiums trat Müller 1963 der CDU bei. Bei der Berliner Wahl 1967 wurde er in die Bezirksverordnetenversammlung im Bezirk Reinickendorf gewählt, zuletzt als Fraktionsvorsitzender. Bei der folgenden Wahl 1971 wurde er zum Mitglied des Abgeordnetenhauses von Berlin gewählt. Dort war er 24 Jahre lang im Parlament tätig, bis er 1995 ausschied.
Rudolf Müller war verheiratet und hatte zwei Söhne.